# Soul-Crusher
Soul-Crusher – debiutancki album studyjny amerykańskiej grupy metalowej White Zombie, wydany w listopadzie 1987 roku. Pomimo limitowanych wydań i braku popularności grupy, album został dostrzeżony i zdobył uznanie takich artystów jak Iggy Pop, Kurt Cobain i Thurston Moore.

## Lista utworów
1. „Ratmouth” - 3:41
2. „Shack of Hate” - 2:55
3. „Crow III” - 3:50
4. „Drowning the Colossus” - 3:40
5. „Die, Zombie, Die” - 4:07
6. „Skin” - 3:37
7. „Truck on Fire” - 4:06
8. „Future Shock” - 3:10
9. „Scum Kill” - 3:42
10. „Diamond Ass” - 3:40